# Neuseen Classics-Rund um die Braunkohle
De Neuseen Classics – Rund um die Braunkohle is een eendagswielerwedstrijd die gehouden wordt in Saksen, Duitsland.
De wedstrijd werd voor het eerst georganiseerd in 1966, maar vindt sinds 2004 jaarlijks plaats in mei. Sinds 2005 werd hij opgenomen in de UCI Europe Tour en behoort nu tot de categorie 1.1. De wedstrijd wordt gehouden ten zuiden van Leipzig, in het Saksische Neuseenland. Vertrek en aankomst is in Zwenkau. 

## Lijst van winnaars

### Meervoudige winnaars
| Overwinningen | Renner        | Land      | Jaren      |
| ------------- | ------------- | --------- | ---------- |
| 2             | André Schulze | Duitsland | 2011, 2012 |

### Overwinningen per land
| Overwinningen | Land                                               |
| ------------- | -------------------------------------------------- |
| 7             | Duitsland                                          |
| 1             | Frankrijk , Duitse Democratische Republiek , Polen |